# Badminton-Bundesliga 2014/15
Die Badminton-Bundesliga-Saison 2014/2015 war die 44. Spielzeit der Badminton-Bundesliga. Am Start waren zehn Mannschaften. Die ersten drei Mannschaften der Liga spielten in den Play-Offs um den Meistertitel. Der TSV Neuhausen-Nymphenburg startete erstmals in der 1. Badminton-Bundesliga. Die Mannschaft hatte sich als Meister der 2. Badminton-Bundesliga Süd in der Saison 2013/14 sportlich für die Teilnahme qualifiziert.
Der Meister der 2. Badminton-Bundesliga Nord der Saison 2013/14, der TV Refrath 2, durfte aufgrund der Zugehörigkeit der ersten Mannschaft zur 1. Badminton-Bundesliga nicht aufsteigen. Der Vizemeister, der BV Wesel Rot-Weiss, verzichtete auf den Startplatz. Weiterhin zog der SG EBT Berlin die Bundesligamannschaft zum Saisonbeginn zurück. Deshalb durften die beiden sportlichen Absteiger der Vorsaison, der PTSV Rosenheim und der SV Fun-Ball Dortelweil, in der 1. Badminton-Bundesliga verbleiben. Titelverteidiger in der Saison war der SC Union 08 Lüdinghausen.

## Mannschaften
SC Union 08 Lüdinghausen

Karin Schnaase, Heather Olver, Mizuki Fujii, Janina Christensen, Andre Kurniawan Tedjono, Yuhan Tan, Josche Zurwonne, Ruud Bosch, Matthew Nottingham, Nick Fransman, Christoph Schnaase

1. BV Mülheim

Judith Meulendijks, Johanna Goliszewski, Fontaine Chapman, Michaela Peiffer, Dmytro Zavadsky, Marcus Ellis, Jorrit de Ruiter, Alexander Roovers, Christopher Skrzeba, Steffen Hohenberg

1. BC Beuel

Luise Heim, Eva Janssens, Birgit Michels, Lauren Smith, Hannah Pohl, Andreas Heinz, Chan Yan Kit, Ingo Kindervater, Chris Langridge, Erik Meijs, Max Weißkirchen

1. BC Bischmisheim

Samantha Barning, Eefje Muskens, Olga Konon, Lara Käpplein, Marc Zwiebler, Dieter Domke, Michael Fuchs, Lukas Schmidt, Marcel Reuter, Johannes Schöttler, Marvin Seidel, Kristof Hopp

1. BC Düren

Lena Bonnie, Soraya de Visch Eijbergen, Ilse Vaessen, Emily Westwood, Yip Pui Yin, Zhang Beiwen, Carl Baxter, Arvind Bhat, Jelle Maas, Rajiv Ouseph, Michael Pütz, Koen Ridder, Harry Wright

TSV Trittau

Sarah Walker, Maziyyah Nadhir, Kate Robertshaw, Annekatrin Lillie, Iris Tabeling,
Nikolaj Persson, Ary Trisnanto, Kenneth Jonassen, Robin Tabeling, Peter Mills, Jonathan Persson, Senatria Agus Setia Putra

TV Refrath

Carla Nelte, Chloe Magee, Jenny Wallwork, Jennifer Karnott, Raphael Beck, Richard Domke, Denis Nyenhuis, Fabian Roth, Max Schwenger, Tan Chun Seang

PTSV Rosenheim

Isabel Herttrich, Elisabeth Baldauf, Barbara Bellenberg, Nicol Bittner, Pia Becher, David Obernosterer, Hannes Käsbauer, Oliver Roth, Peter Käsbauer, Matthias Almer, Patrick Scheiel

SV Fun-Ball Dortelweil

Anika Dörr, Cisita Joity Jansen, Franziska Volkmann, Anna Dollak, Nguyen Giao Tien, Kai Schäfer, Peter Lang, Fabian Holzer, Thomas Legleitner, Nils Rotter, Sandro Kulla, Dominik Proschmann

TSV Neuhausen-Nymphenburg

Christina Kunzmann, Amelie Oliwa, Kaja Stanković, Natalya Voytsekh, Lucas Bednorsch, Patrik Beier, Konstantin Dubs, Manuel Heumann, Tobias Wadenka, Yauheni Yakauchuk

## Tabelle
| Platz | Team                          | Punkte | gew | rem | ver | Spiele | Sätze   | Spielpunkte |
| ----- | ----------------------------- | ------ | --- | --- | --- | ------ | ------- | ----------- |
| 1     | 1. BC Bischmisheim            | 33:3   | 16  | 1   | 1   | 89:19  | 185:52  | 4753:3597   |
| 2     | 1. BV Mülheim                 | 28:8   | 13  | 2   | 3   | 67:41  | 146:98  | 4457:3959   |
| 3     | 1. BC Beuel                   | 25:11  | 11  | 3   | 4   | 67:41  | 144:94  | 4373:3907   |
| 4     | TV Refrath                    | 24:12  | 10  | 4   | 4   | 63:45  | 134:108 | 4225:4199   |
| 5     | SC Union 08 Lüdinghausen      | 18:18  | 7   | 4   | 7   | 51:57  | 123:124 | 4278:4270   |
| 6     | 1. BC Düren                   | 17:19  | 7   | 3   | 8   | 51:51  | 128:117 | 4317:4283   |
| 7     | TSV Trittau                   | 17:19  | 6   | 5   | 7   | 54:54  | 120:129 | 4094:4377   |
| 8     | PTSV Rosenheim                | 13:23  | 5   | 3   | 10  | 47:61  | 110:131 | 4171:4280   |
| 9     | SV Fun-Ball Dortelweil        | 3:33   | 1   | 1   | 16  | 23:85  | 62:174  | 3694:4513   |
| 10    | TSV Neuhausen-Nymphenburg (N) | 2:34   | 0   | 2   | 16  | 22:86  | 57:182  | 3637:4614   |

### Playoff
Nach Abschluss der regulären Punktrunde belegte der 1. BC Bischmisheim den ersten Platz und qualifizierte sich direkt für das Playoff-Endspiel. Der Gegner wurde zwischen dem zweitplatzierten 1. BV Mülheim und dem drittplatzierten 1. BC Beuel ausgespielt. Durch einen 4:2-Sieg in Mülheim an der Ruhr am 26. April 2015 qualifizierte sich der 1. BV Mülheim für das Endspiel gegen den 1. BC Bischmisheim. Das Endspiel fand am 2. Mai 2015 in Saarbrücken statt. Der 1. BC Bischmisheim setzte sich mit 4:2 durch und gewann somit zum sechsten Mal die deutsche Badminton-Mannschaftsmeisterschaft.